# دلدارنگر کمسار
دلدارنگر کمسار (به انگلیسی: Dildarnagar Kamsar) یک منطقهٔ مسکونی در هند است که در اوتار پرادش واقع شده‌است.

## خصوصیات
دلدارنگر کمسار ۱٬۸۴۰ کیلومترمربع مساحت دارد  ۸۱٫۵۰ متر بالاتر از سطح دریا واقع شده‌است.